# Aeroportul Internațional Hurghada
Aeroportul Internațional Hurghada (IATA: HRG, ICAO: HEGN) este aeroportul internațional din Hurghada din Egipt. Este situat în interior, la 5 km (3,1 mi) sud-vest de El Dahar, centrul orașului Hurghada. Este al doilea cel mai aglomerat aeroport din Egipt după Aeroportul Internațional Cairo și o destinație importantă pentru zborurile de agrement în principal din Europa. În 2022, traficul total de pasageri care trecea prin aeroport a fost de 7,2 milioane de persoane.